# La isla del día de antes
La isla del día de antes (en la edición original en italiano: L'isola del giorno prima) es una novela de Umberto Eco publicada en 1994.
Está ambientada en el siglo XVII. El protagonista, un joven aristócrata italiano náufrago en el Pacífico, se refugia en un barco abandonado junto a la línea de cambio de fecha. En la soledad rememora sus vivencias y su pasado.

## Argumento
Roberto de la Grive, entre julio y agosto de 1643, después de un naufragio, vaga durante días en una balsa hasta encontrar una nave, la Daphne que se encuentra en una bahía a una milla de una isla. La nave esta aparentemente desierta. Poco a poco, mientras lleva a cabo la inspección del barco, observando el entorno, recupera sus fuerzas y escribe cartas a una «Señora» narrando los sucesos acaecidos y episodios pasados.